# Malcolm Ferguson-Smith
Malcolm Andrew Ferguson-Smith (né le 5 septembre 1931) est un généticien britannique,.

## Biographie
Ferguson-Smith est né à Glasgow en 1931, fils du médecin John Ferguson-Smith et fait ses études à la Stowe School. Il est diplômé de l'Université de Glasgow en 1955 avec un baccalauréat en médecine, un baccalauréat en chirurgie.
En 1955–1956, il est House Physician et House Surgeon à la Western Infirmary à Glasgow et en 1956–1958 Senior House Officer (SHO) et Registrar en Pathologie.
En 1959, il est nommé Fellow en médecine à l'École de médecine de l'Université Johns-Hopkins de Baltimore, où il travaille sur l'analyse des chromosomes pendant près de trois ans, établissant le premier laboratoire de diagnostic des chromosomes humains aux États-Unis.
En 1961, il retourne au Département de génétique de l'Université de Glasgow, devenant le premier professeur Burton de génétique médicale en 1973. Outre l'enseignement de la génétique aux étudiants en médecine, ses fonctions impliquent la création d'un service régional de génétique pour l'ouest de l'Écosse. Cela fournit des opportunités pour contribuer à la carte des gènes humains en utilisant les polymorphismes chromosomiques familiaux, la cartographie par délétion, l'hybridation in situ et le tri des chromosomes par cytométrie en flux. Ses travaux sur la cartographie du déterminant sexuel lié à l'Y chez les mâles XX conduisent à l'isolement du gène déterminant le sexe chez les mammifères vingt-cinq ans plus tard.
En 1987, il est nommé professeur et chef du département de pathologie à l'Université de Cambridge et directeur du service de génétique régional d'East Anglia, où il approfondit ses recherches sur la Cartographie génétique. Il prend sa retraite en tant que chef de la pathologie en 1998 et rejoint le département universitaire de médecine vétérinaire. En 2002, il crée le Cambridge Resource Center for Comparative Genomics qui produit et distribue l'ADN spécifique des chromosomes de plus de 120 espèces d'animaux, d'oiseaux et de poissons aux scientifiques du monde entier pour la recherche en biologie, évolution et cartographie génétique. Ces données permettent d'établir et de cartographier des comparaisons entre les espèces, éclairant les relations entre les espèces et permettant des recherches sur l'évolution génomique .
En 1998, il est nommé membre scientifique du comité de Lord Phillips pour examiner l'enquête initiale du gouvernement britannique sur l'Encéphalopathie spongiforme bovine et examiner l'émergence de l'ESB et de la nouvelle variante de la Maladie de Creutzfeldt-Jakob et les mesures prises, en 2000.
Il est élu Membre de la Royal Society of Edinburgh (FRSE) en 1978 et Fellow de la Royal Society (FRS) en 1983. Ses articles sont conservés à l'Université de Glasgow.
Il est le père d'Anne Ferguson-Smith, professeur Arthur Balfour de génétique à Cambridge.